# Estação Engenheiro Gladson
A Estação Engenheiro Gladson foi um pátio ferroviário pertencente ao Ramal de Perequê.
Foi inaugurada em 2002 pela Ferroban no km 115 do Ramal de Perequê, região utilizada como pátio de manobras pela ALL.
Se localizava próximo ao pedágio da SP-055 em São Vicente, e as vias possuíam 1,5 km de extensão.
Os trens vindos do Ramal Mairinque-Santos utilizam o Ramal de Perequê para acessar o Porto de Santos pela antiga Estrada de Ferro Santos-Jundiaí, entre as estações Paraitinga e Perequê, foi criado o pátio de Engenheiro Gladson para a manobra de trens da ALL (Antiga Ferroban).
Na região antigamente passavam os trens de passageiros da Sorocabana, porém a estação só foi inaugurada em 2002, época em que o ramal não recebia mais passageiros.